# Muschelkalkkuppen mit Neffelbach und Wattlingsgraben nördlich Wollersheim
Koordinaten: 50° 40′ 36″ N, 6° 33′ 12″ O
Das Naturschutzgebiet Muschelkalkkuppen mit Neffelbach und Wattlingsgraben nördlich Wollersheim liegt auf dem Gebiet der Stadt Nideggen im Kreis Düren in Nordrhein-Westfalen.
Das aus drei Teilflächen bestehende Gebiet erstreckt sich südöstlich der Kernstadt Nideggen und nördlich von Wollersheim, einem Stadtteil von Nideggen, entlang des Neffelbachs. Am südöstlichen Rand des Gebietes verläuft die B 265.

## Bedeutung
Das etwa 141,1 ha große Gebiet wurde im Jahr 1966 unter der Schlüsselnummer DN-003 unter Naturschutz gestellt. Schutzziele sind u. a.
- Erhaltung und Pflege eines Baches vor allem als eines wertvollen Verbindungsbiotops im Bereich der Voreifel,
- Erhaltung und Optimierung von Kalk-Halbtrockenrasen und Magerwiesen als Lebensraum für eine Vielzahl gefährdeter Tier- und Pflanzenarten,
- Schutz und Erhaltung von Kalkmagerrasen als wertvolle Bestandteile der Kulturlandschaft,
- Schutz und Erhaltung von reich strukturierten Bachauenbereichen als eines wertvollen Verbindungsbiotops im landesweiten Biotopverbund in der intensiv ackerbaulich genutzten Voreifel und
- Erhaltung und Optimierung von Röhrichten und feuchten Gebüschen als eines wertvollen Trittsteinbiotops im Bereich der intensiv ackerbaulich genutzten Zülpicher Börde.[2]